# Filmnächte Chemnitz
Die Filmnächte Chemnitz sind ein Freiluftkino- und Konzertfestival in der Region Chemnitz. Sie finden seit 2011 üblicherweise im Sommer auf dem Chemnitzer Theaterplatz statt.

## Veranstaltungen
Die Reihe findet üblicherweise täglich im Juli und August statt, wovon einige wenige Tage für Konzerte reserviert sind.
Es gibt ca. 750 Sitzplätze für Besucher von Filmveranstaltungen, wovon 150 überdacht sind. Bei Konzerten finden bis zu 7.500 Zuschauer Platz. Alleine im Jahr 2016 kamen bei über 60 Veranstaltungen insgesamt knapp 19.000 Besucher.
Konzerte gab es unter anderem von Nena, Sportfreunde Stiller, Adel Tawil, Annett Louisan, Helge Schneider, Element of Crime, Das Chemnitzer Taschenlampenkonzert u. a.
Aufgrund der schwierigen Finanzierung wurde das Festival 2023 abgesagt.